# Meadow Township (comté de Clay, Iowa)
Pour les articles homonymes, voir Meadow Township.
Meadow Township est un township du comté de Clay, situé en Iowa, États-Unis. La population était de 860 habitants lors du recensement de 2000.

## Géographie
Meadow Township couvre 90,23km² du comté de Clay et ne comporte aucune ville. Selon l'USGS, ce township contient un cimetière : Fairview.
Le ruisseau de Little Meadow coule à travers ce township.